# Łukasz Rokossowski
Łukasz Rokossowski (herbu Czasza, później Glaubicz) (zm. między 1488 a 1490) – rycerz pasowany, cześnik poznański, wicesędzia w Pyzdrach i w Kaliszu, wicepodkomorzy w Koninie, rotmistrz wojsk zaciężnych, dowódca jazdy oraz właściciel wielkopolskiej wsi Rokosowo.

## Życiorys
Był synem Dzierżsława dziedzica Rokosowa w powiecie kościańskim w Wielkopolsce. Po raz pierwszy odnotowany w dokumentach w 1467, kiedy król Kazimierz IV Jagiellończyk zobowiązywał się do wypłaty mu żołdu za kilka lat służby. W 1471 dowodził oddziałem 100 konnych w wyprawie królewicza Władysława na Czechy.
W latach 1478–1479 walczył prawdopodobnie w Prusach w czasie tzw. wojny popiej (spór biskupa Tungena, wspartego przez Krzyżaków, z Kazimierzem Jagiellończykiem). Poza służbą wojskową sprawował kilka urzędów, był m.in. burgrabią konińskim (1473-1475), cześnikiem poznańskim, wicesędzią kaliskim. Prowadził liczne procesy, m.in. ze swym bratem stryjecznym Wawrzyńcem Rokossowskim. Zmarł między 22 stycznia 1488 a 26 stycznia 1490.